# KA'AN Air
KA'AN Air fue una aerolínea mexicana con sede en el Aeropuerto Internacional de Tuxtla en Tuxtla Gutiérrez, Chiapas. Operó brevemente entre finales de 2013 y 2014, en rutas regionales en el estado de Chiapas; su director general fue Marconi Chang Escobar.

## Destinos
KA'AN Air contó con operaciones para los siguientes destinos:
| Ciudad por país                                                 | TGZ | Otros | # |
| --------------------------------------------------------------- | --- | ----- | - |
| México (4 destinos, 3 rutas)                                    | 3   | 0     |   |
| · Palenque / Aeropuerto Internacional de Palenque               | •   |       | 1 |
| · Tapachula / Aeropuerto Internacional de Tapachula             | •   |       | 1 |
| · Villahermosa / Aeropuerto Internacional Carlos Rovirosa Pérez | •   |       | 1 |
| Guatemala (1 destino, 1 ruta)                                   |     |       |   |
| · Flores (Petén) / Aeropuerto Internacional Mundo Maya          |     | PQM   | 1 |
| Total destinos: 4; Total de rutas: 4                            | 3   | 1     | 3 |

## Flota
KA'AN Air operó con una aeronave Beechcraft 1900 D, modelo 2005, rentada a la compañía de taxis aéreos Helivan, el cual cuenta con una capacidad para 19 pasajeros.